# Walery Krokay (major)
Walery Alojzy Krokay (ur. 17 grudnia 1889 w Stryju, zm. 4 lipca 1940 w Krzesławicach) – major dyplomowany piechoty Wojska Polskiego.

## Życiorys
Walery Alojzy Krokay urodził się 17 grudnia 1889 w Stryju. Był wnukiem pochodzącego z Węgier Valérego Krókaya, technika kolejowego i wynalazcy, który w 1894 roku na Powszechnej Wystawie Krajowej we Lwowie wystawił usprawnione schody do wagonu kolejowego, za które dostał medal w brązie autorstwa wybitnego polskiego rzeźbiarza Cypriana Godebskiego. 
Z dniem 1 listopada 1924 roku został przeniesiony z dowództwa 1 Dywizji Górskiej do 1 pułku strzelców podhalańskich w Nowym Sączu z równoczesnym odkomenderowaniem na jednoroczny kurs doszkolenia w Wyższej Szkole Wojennej w Warszawie. 1 grudnia 1924 roku został awansowany do stopnia majora ze starszeństwem z dniem 15 sierpnia 1924 roku i 244. lokatą w korpusie oficerów piechoty. Z dniem 15 października 1925 roku, po ukończeniu kursu i otrzymaniu dyplomu naukowego oficera Sztabu Generalnego, został przeniesiony do 3 pułku strzelców podhalańskich w Bielsku na stanowisko dowódcy II batalionu. 17 listopada 1926 roku został przydzielony do Dowództwa Okręgu Korpusu Nr V w Krakowie. 23 grudnia 1927 roku został przeniesiony do kadry oficerów piechoty z pozostawieniem na dotychczas zajmowanym stanowisku. 26 kwietnia 1928 roku został przydzielony do dowództwa 6 Dywizji Piechoty w Krakowie na stanowisko szefa sztabu. 20 września 1930 roku został ponownie przeniesiony do Dowództwa Okręgu Korpusu Nr V na stanowisko szefa Oddziału Ogólnego Sztabu.
Po wybuchu wojny organizował działalność podziemia w Krakowie. Został rozstrzelany w 1940 roku w Forcie Krzesławice w ramach Akcji AB, wraz z 16-letnim synem, uczniem liceum, Jerzym. Wcześniej obaj byli uwięzieni w więzieniu na Montelupich w Krakowie, gdzie byli osadzeni w celi śmierci razem ze Stanisławem Marusarzem. Pochowany na Cmentarzu Wojennym Ofiar Terroru Hitlerowskiego z II Wojny Światowej przy Forcie 49 Krzesławice w Krakowie.
Walery Alojzy Krokay miał jeszcze dwóch synów: Adama i Walerego Mariana, cichociemnego i córkę.

## Ordery i odznaczenia
- Krzyż Walecznych[13]
- Złoty Krzyż Zasługi (dwukrotnie: 10 listopada 1928[14][13], 11 listopada 1935[15][16])
- Medal Niepodległości (22 grudnia 1931)[17][13]